# Boëthius a Bolswert
Boëthius Adams Bolswert, auch Boëthius a Bolswert oder Boëthius van Bolswert (* um 1581 in Bolsward; † 25. März 1633 in Antwerpen), war ein niederländischer Kupferstecher.

## Biographie
Boëthius a Bolswert erlernte wie auch sein Bruder Schelte das Handwerk der Kupferstecherei. Beide zählen zu den berühmtesten Rubensstechern.
Um 1610 ging er nach Holland, wo er nach den Vorlagen von David Vinckboons, Michiel van Mierevelt und Abraham Bloemaert Landschaften stach. 1618 entwarf er das Paradebett für den Prinzen Philipp Wilhelm von Oranien. Im folgenden Jahr ging er nach Antwerpen, wo er sich im Januar den Jesuiten und im September 1620 der Lukasgilde anschloss. Bei den Jesuiten war er zunächst Konsultor, ab 1622 nahm er die Stelle des Assistenten des Präfekts ein.

## Werke (Auswahl)

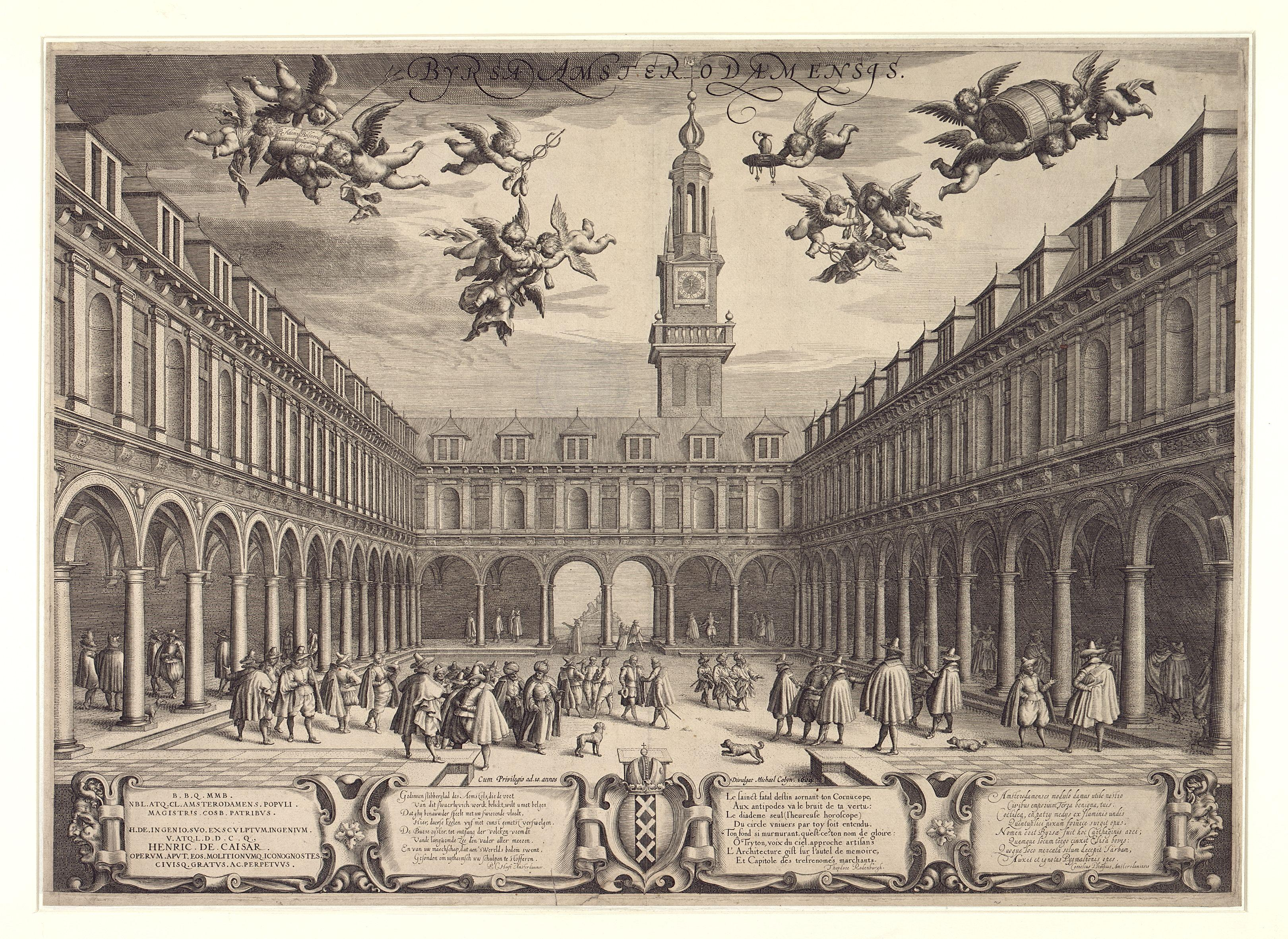
Der Innenhof der Hendrick-de-Keyser-Börse
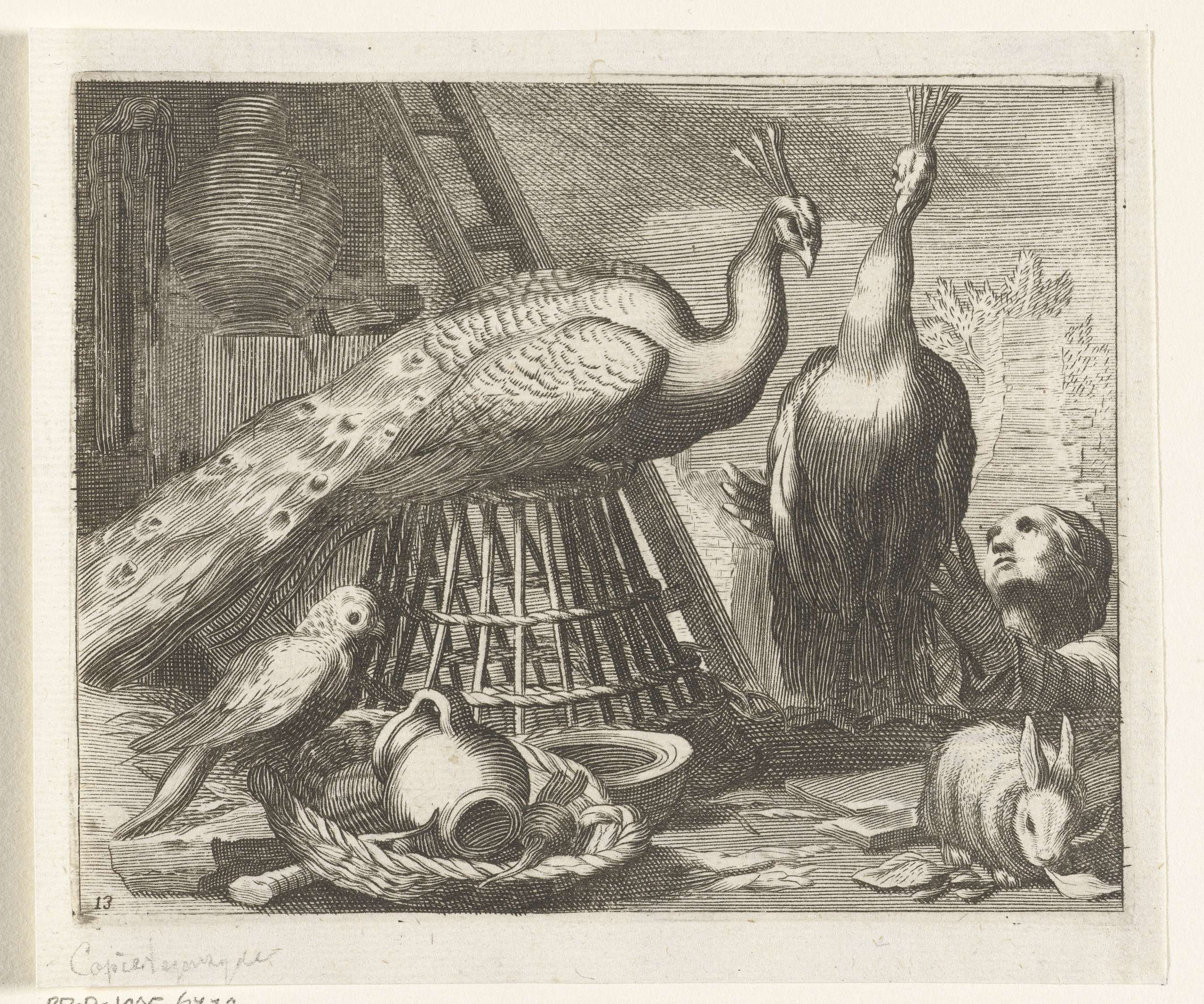
Pfaue
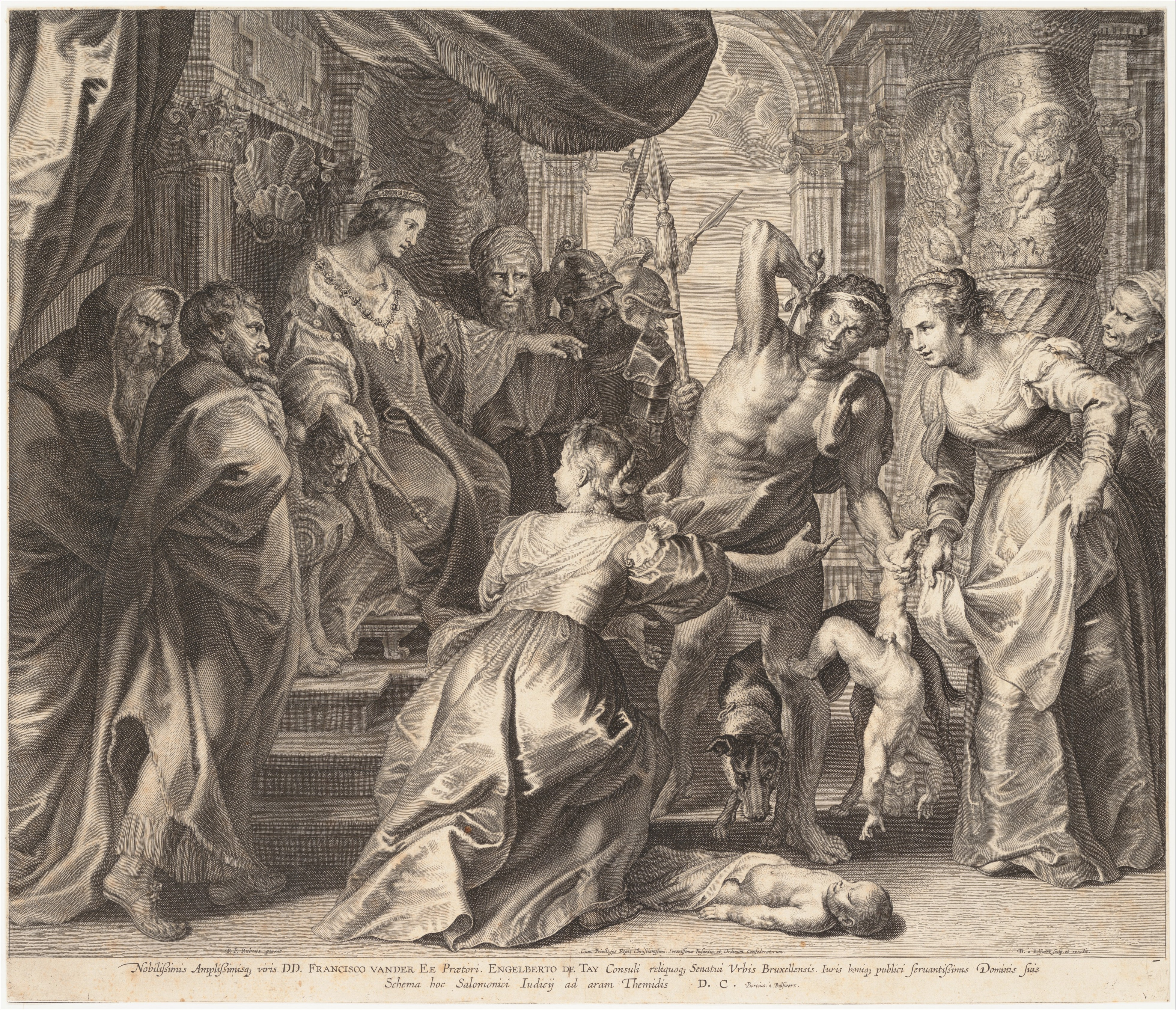
The Judgment of Solomon nach Peter Paul Rubens
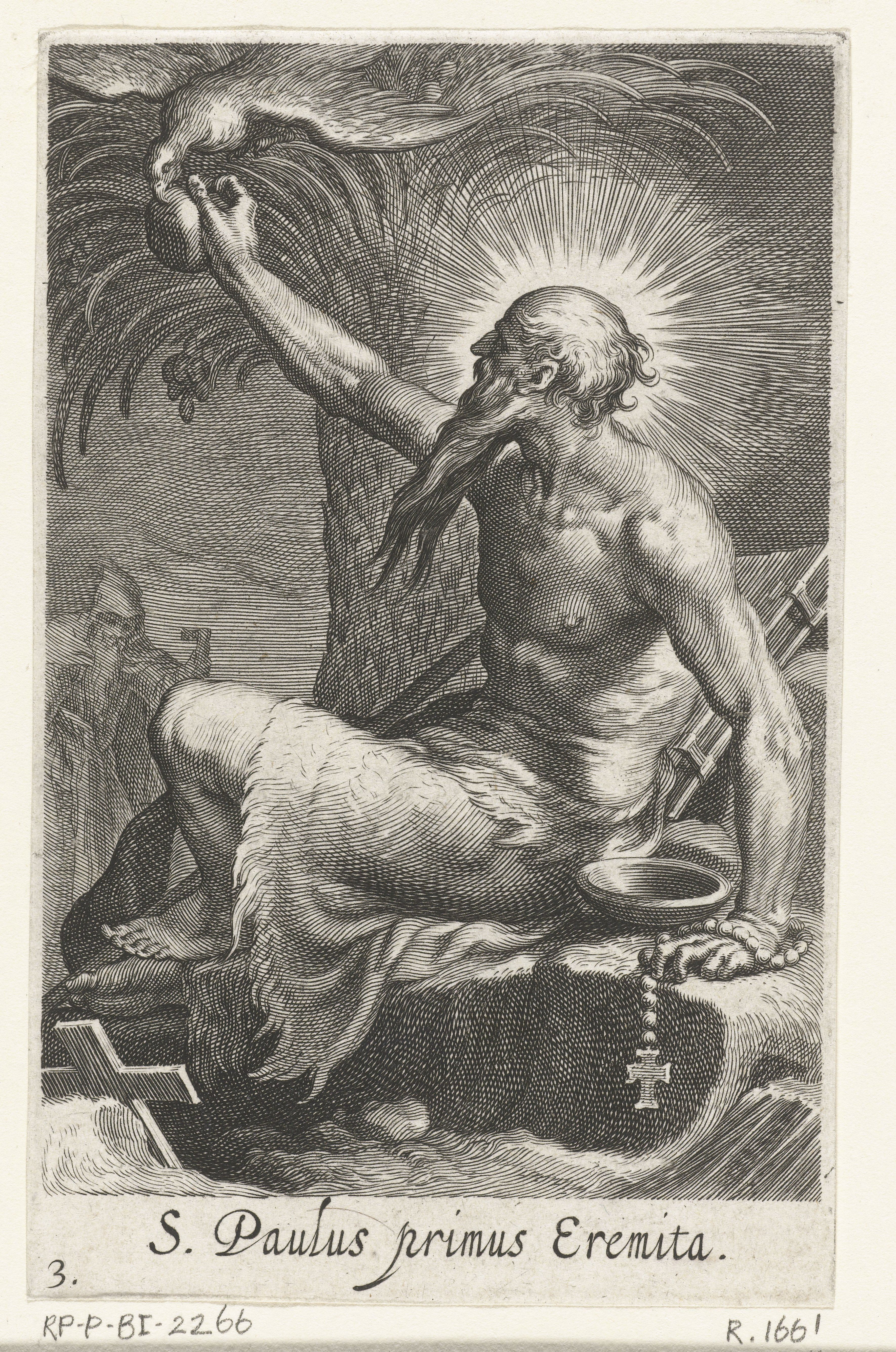
Heiliger Paulus von Theben